# Komáromi tárgyalások
A komáromi tárgyalások 1938. október 9–13. között zajlottak a dél-szlovákiai Komáromban. A tárgyalások célja a dél-szlovákiai, többségében magyarlakta területek Magyarországhoz csatolásának elérése volt, a szlovák fél makacssága miatt azonban eredménytelenül zárultak. Ezt követően mindkét fél a müncheni egyezményt aláíró nagyhatalmakhoz fordult. A vitát végül egy német-olasz bíróság döntötte el Bécsben.

## Előzmények
Az Anschlusst követően Németország megpróbált tovább terjeszkedni, ezúttal Csehszlovákia irányába. Hitler célja elérése érdekében a szudétanémetek helyzetét használta fel ürügyként.
Csehszlovákia sorsának eldöntésére Hitler, Benito Mussolini olasz, Neville Chamberlain brit és Édouard Daladier francia kormányfők konferenciát hívtak össze Münchenbe, ahol megállapodtak a többségében németek által lakott csehországi területek Németországhoz csatolásáról. Hitler mindemellett - Csehszlovákia teljes legyengítése érdekében - ragaszkodott a lengyel és magyar területi igények kielégítéséhez is. Lengyelország a többségében lengyelek által lakott Cieszynhez ragaszkodott, míg Magyarország vissza szerette volna szerezni a trianoni békeszerződés értelmében elcsatolt, többségében magyarok lakta Dél-Szlovákia nagy részét.

## A tárgyalások

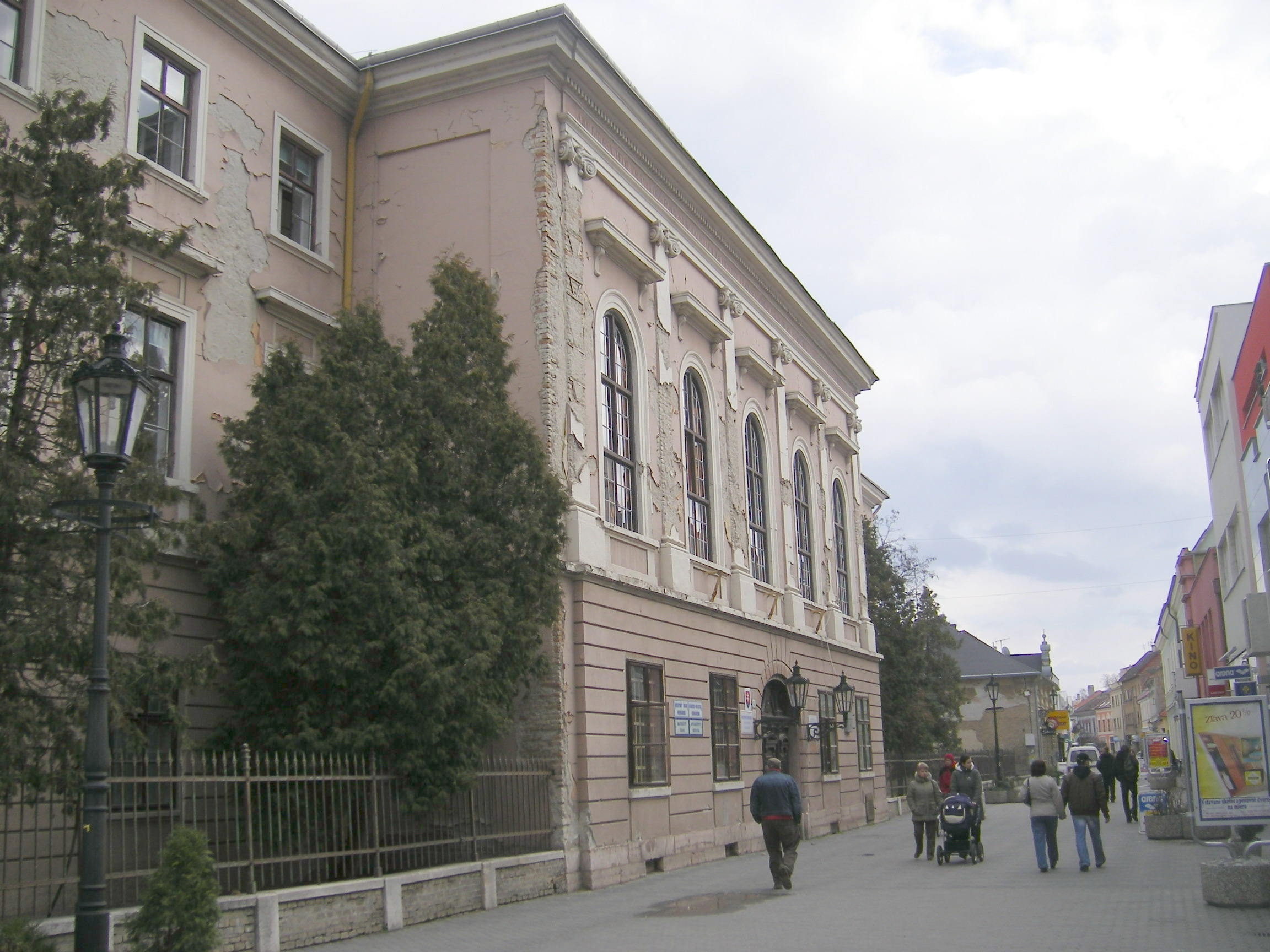
A tárgyalások helyszíne.

A területi kérdések rendezése érdekében a dél-szlovákiai Komáromban csehszlovák - magyar tárgyalásokra került sor. A magyar delegáció vezetője Kánya Kálmán külügyminiszter volt, rajta kívül a delegáció tagjai gróf Teleki Pál kultuszminiszter, Pataki Tibor miniszterelnökségi államtitkár, gróf Péchy Tibor földművelésügyi államtitkár, Wettstein János prágai magyar követ és vitéz Andorka Rudolf vezérkari ezredes voltak. A csehszlovák delegáció kizárólag szlovák nemzetiségű személyekből állt, vezetőjük Jozef Tiso volt. A tárgyalások magyar nyelven folytak.
Még a tárgyalások megkezdése előtt a magyar többségű településeken tüntetésekre került sor, néhol kitűzték a magyar zászlót és elénekelték a csehszlovák kormány által betiltott magyar himnuszt. A magyar delegációt október 9-én Komáromban egy ünneplő kokárdás tömeg fogadta. A tárgyalásokat a régi vármegyeháza épületében rendezték meg, a megnyitóra október 9-én 19:00 órakor került sor. A magyar küldöttség még ekkor ismertette álláspontját, amelyet memorandum formájában át is adtak a szlovákoknak. A magyar delegáció az 1910-es népszámlálás etnikai adatainak alapján az összes olyan dél-szlovákiai település visszaadását kérte, ahol a magyarok aránya ekkor meghaladta az 50%-ot, valamint Pozsonyt is. Ennek értelmében a területi követelések 12 490 km2 területre vonatkoztak, 1 030 794 lakossal.
Ennek ismeretében Tiso, arra hivatkozva, hogy a memorandumot tanulmányozniuk kell, kérte a tárgyalás elnapolását, ami meg is történt.
Másnap, október 10-én a csehszlovák delegáció egyik tagja, Ivan Krno előadta a csehszlovák fél álláspontját, amelyben elutasította a magyar követeléseket és megkérdőjelezte az 1910-es népszámlálás hitelességét is. A két delegáció között ezt követően éles vita alakult ki, majd Tiso javasolta a tárgyalás hosszabb időre való elnapolását, amelybe a magyar delegáció nem ment bele, így végül abban egyeztek meg, hogy a tárgyalásokat október 11-én folytatják. A magyar küldöttségnek azonban sikerült elérnie, hogy a szlovákok belementek Ipolyság és Újhely 36 órán belüli átadásába.
A tárgyalások következő felvonásában a csehszlovákok elutasították a további területi engedményeket, a dél-szlovákiai magyarok számára csak széles körű autonómiát helyeztek kilátásba. Miután a magyar fél ezt nem fogadta el, felajánlották a Csallóköz átadását (négy község kivételével), de csak azzal a feltétellel, hogy Magyarország Komáromot szabad kikötővé nyilvánítja. A felajánlott terület mindössze 1838 km2 kiterjedésű volt, mindössze 105 418 lakossal. A magyar küldöttség ezt elutasította, Teleki Pál a javaslatra adott válaszában rávilágított arra, hogy ez nem oldaná meg a helyzetet, mert továbbra is nagy kiterjedésű magyarlakta területek maradnának szlovák uralom alatt. Teleki javaslatot tett a népszavazás alkalmazására, de ezt a csehszlovák fél elutasította, így a tárgyalás újból eredménytelenül zárult.
Október 13-án Tiso újabb javaslattal állt elő. Ennek értelmében a Csallóközön kívül még kilátásba helyezték néhány kisebb határmenti falu átadását, összesen 5200 km2 területet, 345 000 lakossal, azonban a városok többségéről a csehszlovákok nem voltak hajlandók lemondani. Kánya Kálmán külügyminiszter ezúttal is visszautasította a javaslatot, majd kijelentette, hogy szerinte a tárgyalások hiábavalóak, mert a két küldöttség sehogy sem bír megegyezni egymással, így a tárgyalásokat a magyar kormány ezúttal befejezettnek tekinti és a müncheni szerződést aláíró nagyhatalmakhoz fordul döntésért.

## A tárgyalások következményei
Miután a delegáció hazautazott, a magyar kormány általános mozgósítást rendelt el. A fegyveres konfliktus kitörésének megelőzésére a csehszlovák kormány német-olasz döntőbíróság összehívását kérte, amelybe a magyar kormány is beleegyezett. Az első bécsi döntést november 2-án hirdették ki, amelynek értelmében Magyarország visszakapott 11 927 km2-nyi területet, 869 299 lakossal, amelynek megközelítőleg 84%-a magyar volt. A magyarok által kért települések közül egyedül Pozsony illetve Nyitra és közvetlen környéke nem került vissza magyar uralom alá.
A pozsonyi német konzul von Druffel és a pozsony környéki (csallóközi) németség a Cseh-Szlovákiában való maradás mellett foglalt állást, mivel Pozsony volt kulturális központjuk, ami nélkül az elmagyarosodástól féltek.

## Résztvevő személyek
Magyar részről:
- Kánya Kálmán külügyminiszter
- Teleki Pál kultuszminiszter
- Pataki Tibor miniszterelnökségi államtitkár
- Péchy Tibor földművelésügyi államtitkár
- Wettstein János prágai magyar követ
- Andorka Rudolf vezérkari ezredes

Csehszlovák részről:
- Jozef Tiso az autonóm szlovák kormány elnöke
- Bródy András politikus, Kárpátalja első miniszterelnöke
- Anton Granatier szobrász, oroszországi legionárius, politikus
- Jozef Zvrškovec szlovák ügyvéd, politikus